# محوطه قلات
محوطه قلات مربوط به دوره ساسانیان تا سده‌های میانه دوران‌های تاریخی پس از اسلام است و در شهرستان استهبان، بخش رونیز، دهستان خیر، ۵۰۰ متری جنوب غربی روستای سهل آباد واقع شده و این اثر در تاریخ ۱۸ شهریور ۱۳۸۷ با شمارهٔ ثبت ۲۳۴۵۵ به‌عنوان یکی از آثار ملی ایران به ثبت رسیده است.